# فمینیسم امپریال
فمینیسم امپریال که با نام‌های فمینیسم امپریالیستی، فمینیسم استعماری یا امپریالیسم متقاطع نیز شناخته می‌شود، به استفاده از لفاظی فمینیستی به منظور توجیه امپریالیسم اشاره دارد. این اصطلاح در سده‌های ۲۰ و ۲۱ شهرت یافته است و یکی از پژوهش‌گران، ادعا دارد که «[فمینیسم امپریال] به نابرابری امتیاز می‌دهد، [اما] در ظاهر برابری جنسیتی است … فمینیسم امپریال به امپراتوری‌طلبی از طریق جنگ امتیاز می‌دهد.» اصطلاح مرتبط امپریالیسم متقاطع، به سیاست خارجی کشورهای غربی اطلاق می‌شود که درگیر یا پشتیبان سیاست‌های امپریالیستی و در عین حال مروج لفاظی فراگیر و پیشرفته در داخل تلقی می‌شوند.
در گفتمان دانشگاهی و مطالعات زنان، فمینیسم امپریال و اصطلاحات مرتبط با آن، نگرش فمینیسم غربی را نسبت به کشورهای غیرسفید و غیرغربی نقد می‌کنند. منتقدان استدلال می‌کنند که این کلیشه‌های نادرست و تحقیرآمیز دربارهٔ وضعیت زنان در جهان جنوب را ماندگار می‌کند. فمینیسم غربی به دلیل ایجاد تصویری از زنان غیرسفیدپوست و غیرغربی با موقعیت اجتماعی-اقتصادی پایین‌تری نسبت به آنچه واقعاً هستند، مورد انتقاد قرار گرفته است. علاوه بر این، «فمینیسم امپریال» برای توصیف مواردی استفاده می‌شود که دیدگاه‌های نژادپرستانه نسبت به گروه‌های قومی در حاشیه دارد که بخشی از جریان اصلی فمینیسم نیستند. برخی پژوهش‌گران معتقدند که فمینیسم پسااستعماری، تا حدی در پاسخ به این نگرش‌های همتایان غربی خود شکل گرفت.

## تاریخ اولیه
اصطلاح «فمینیسم امپریال» ریشه در گسترش امپراتوری‌های استعماری اروپا در سده‌های ۱۸ و ۱۹ دارد. هنگامی که اروپایی‌ها بر جمعیت زیادی از مردم غیرسفیدپوست و غیرغربی حکومت می‌کردند، آنها به اصطلاح «مأموریت تمدن‌سازی» را با این استدلال که زنان در این کشورها، به دلیل ایدئولوژی‌های جنسیت‌زده توسط جمعیت مرد تحت ستم قرار گرفتند، توجیه کردند. آن‌ها ادعا می‌کردند که حکومت استعماری، این زنان را از ستم همتایان مرد خود رهایی می‌بخشد.
ادوارد سعید، مورخ فلسطینی-آمریکایی، این پدیده را بخشی از «خاورگرایی» توصیف می‌کند و مدعی است که پژوهش‌ها، فرهنگ و جامعهٔ اروپایی، کلیشه‌هایی را دربارهٔ تمدن‌های غیرغربی تبلیغ می‌کند تا کنترل بر آن‌ها توجیه شود. در میان این اعمال، فرمان‌برداری زنان به شدت مورد انتقاد قرار گرفت و توجیهی برای ادامهٔ حکومت استعماری شد. اعمال فرهنگی مانند ساتی، ازدواج کودکان و پرده‌نشینی دلیلی برای «عقب‌ماندگی» ملل شرقی ذکر شدند. در غرب آسیا و شمال آفریقا، قدرت‌های استعماری حجاب اسلامی را نماد ستم می‌دانستند. اِوِلین بارینگ، یک مدیر استعماری در مصر، به خاطر مبارزاتش علیه حجاب شناخته شده بود، که به گفتهٔ او باعث سرکوب زنان مصری شده است. در فیلیپین مستعمره، غربی‌ها از پذیرش اجتماعی در معرض دید بودن سینه‌های زنان در ملأ عام، وحشت داشتند و این را کاری زشت می‌دانستند که نیاز به مداخله دارد. اروپایی‌ها چنین اقداماتی را دلیلی برای نیاز به حاکمیت اروپایی می‌دانستند، که توجیه ایدئولوژیک استعمار را فراهم می‌کرد.

## استفاده اخیر
پس از حملات ۱۱ سپتامبر، ایالات متحده آمریکا و متحدانش به افغانستان حمله کردند. در میان لفاظی‌هایی که برای توجیه جنگ استفاده می‌شد، برخی استدلال‌ها بر وضعیت گرفتار زنان تحت حاکمیت طالبان متمرکز بود. بانوی اول لورا بوش چندین سخنرانی رادیویی انجام داد و مدعی شد که حملهٔ آمریکا، به رهایی زنان افغان از ستم طالبان کمک خواهد کرد. او در یک سخنرانی گفت: «مردم متمدن در سراسر جهان با وحشت صحبت می‌کنند - نه تنها به این دلیل که دل‌های ما برای زنان و کودکان در افغانستان می‌سوزد، بلکه به این دلیل که در افغانستان، جهانی را می‌بینیم که تروریست‌ها دوست دارند به بقیهٔ ما تحمیل کنند.» بوش در طول دورهٔ ریاست‌جمهوری شوهرش، استدلال‌های مشابهی را مطرح کرد و باعث شد که مادر جونز سال ۲۰۰۷ بنویسد که لورا بوش رهبری «توجیه اخلاقی مرتب برای حملهٔ [ایالات متحده آمریکا] به افغانستان [را به عهده گرفته است].»
چند ماه پس از حمله، بوش پیشرفت آشکار آمریکا در جهت رهایی زنان افغان را جشن گرفت:
به دلیل دستاوردهای اخیر نظامی ما، در بیشتر افغانستان زنان دیگر در خانه‌های خود زندانی نمی‌شوند. آن‌ها می‌توانند بدون ترس از مجازات، به موسیقی گوش کنند و به دختران خود آموزش دهند. با این حال، تروریست‌هایی که به ادارهٔ آن کشور کمک کردند، اکنون در خیلی از کشورها نقشه و نقشه می‌کشند و باید جلوی آن‌ها گرفته شود. مبارزه با تروریسم، مبارزه برای حقوق و کرامت زنان نیز هست.
این استدلال‌ها توسط برخی از جمله اکبر شهید احمد، نویسندهٔ آمریکایی مورد انتقاد قرار گرفته است، اکبر شهید احمد استدلال می‌کند که اگرچه لفاظی بوش در ظاهر مفید به نظر می‌رسد، اما ممکن است با فرصت دادن به طالبان که توانمندسازی زنان را نشانهٔ کنترل آمریکایی‌ها در نظر می‌گیرد، اهداف آمریکا در افغانستان را تضعیف کند. علاوه بر این، احمد این مسئله را مطرح می‌کند که «[آیا] تلاش‌های انتقادی در جهت کمک به زنان برای تضمین وضعیت شهروندی کامل … واقعاً باید به نظامی‌گری ایالات متحده گره بخورد؟»